# Wrangel-klass
Wrangel-klass var en fartygsklass tillhörande den svenska marinen. Klassen utgjordes av jagarna Wrangel och Wachtmeister. Fartygen levererades år 1917 från Lindholmens varv i Göteborg. Under de första åren av andra världskriget användes fartygen i neutralitetsvakten, och lades år 1943 i beredskapsförläggning i Stockholm till de år 1947 utrangerades.

## Bakgrund
Efter att Hugin-klassen levererats blev det ett uppehåll i det svenska byggandet av jagare. Istället satsades resurserna på utveckling av pansarskepp, vilket resulterade i byggandet av Sverige-klassen. På grund av första världskrigets utbrott innefattade 1914 års flottplan återigen nybyggnad av nya jagare. Beslutet gällde fyra jagare, men med anledning av ökade priser på grund av kriget kom endast två att byggas. Fartygen levererades år 1917 och kom därmed för sent för att användas i neutralitetsvakten under första världskriget.

## Utformning

### Övergripande
Fartygen var byggda av nitat stål. De var något större än föregångarna i Munin-klassen, och fick även ett upphöjt fördäck. Detta gav bättre egenskaper i sjögång, och medgav även rymligare förläggningar åt den 85 man stora besättningen. Fartygen hade likt tidigare jagare ingen riktig överbyggnad i fören, utan hade enbart en skyddande vägg för om kommandobryggan. I aktern fanns en liten överbyggnad. Varje panna hade var sin skorsten vilket gav fartyget hela fyra stycken skorstenar.

### Maskineri
Framdrivningsmaskineriet ångturbiner med en effekt på 11 500 hästkrafter, vilket gav en maxfart på 34 knop. Ångan genererades i fyra stycken Yarrow-pannor som från början var koleldade, men efter lyckade försök med brännoljedrift ombord på pansarskeppet Manligheten installerades oljedrift på båda jagarna i mitten av 1920-talet. De två ångturbinerna var av en ny typ med reduktionsväxel, vilket innebar att turbinens varvtal kunde växlas ned för att sänka propellerns varvtal, vilket gav maskineriet en bättre verkningsgrad. Turbinerna var kopplade till var sin propeller.

## Bestyckning
Vid leveransen bestod fartygens huvudartilleri av två stycken 7,5 cm kanoner m/12 som var placerade på för- respektive akterdäck. Närskyddet bestod av två 6,5 mm kulsprutor m/14 som stod på var sin sida om kommandobryggan. Torpedbestyckningen bestod av sex stycken 45,7 cm torpedtuber m/14. Fyra av dessa stod som på den föregående klassen i två dubbelställ på huvuddäck. Vad som var nytt var att ytterligare två var placerade bakom luckor i förliga delen av skrovet.

### Ombestyckning
Inför andra världskriget ombestyckades fartygen år 1939. Då togs de förliga två torpedtuberna bort, och en 25 mm luftvärnsautomatkanon tillkom. Vidare byttes de två kulsprutorna ut mot en 8 mm luftvärnskulspruta m/36 som monterades på aktra bryggan och två stycken sjunkbomsfällare med 16 sjunkbomber m/24.

## Utrangering
Båda fartygen utrangerades den 13 juni 1947. Wachtmeister såldes 1950 till en firma i Karlstad för skrotning. År 1960 användes Wrangel som målfartyg och sänktes vid en skjutövning i Horsfjärden.